# Lu Zhiquan
Lu Zhiquan (chinesisch 卢志权; * 17. März 1994) ist ein chinesischer Sprinter, der auf den 400-Meter-Lauf spezialisiert ist.

## Sportliche Laufbahn
Erste internationale Erfahrungen sammelte Lu Zhiquan bei den Asienspielen 2018 in Jakarta, bei denen er mit der chinesischen 4-mal-400-Meter-Staffel in 3:07,16 min den sechsten Platz belegte. Im Jahr darauf gewann er bei den Asienmeisterschaften in Doha mit neuem Landesrekord von 3:03,55 min die Silbermedaille hinter der Mannschaft aus Japan.

## Persönliche Bestzeiten
- 400 Meter: 46,08 s, 3. September 2017 in Tianjin
  - 400 Meter (Halle): 48,63 s, 1. März 2015 in Shanghai